# Robert Lichtone

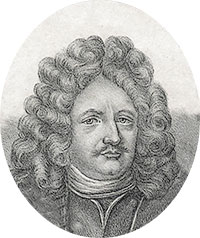
Robert Lichtone

Robert Lichtone (* 8. Juni 1631 in Humlesund, Porvoo; † 1692) war ein schwedischer Staatsmann.

## Leben
Er war Sohn von Johan Lichtone und Katarina Guthrie.
1679 wurde er Generalmajor, 1681 Gouverneur von Reval und Estland. 1685 Generalleutnant und Gouverneur von Kronobergs und Jönköpings län.